# Alex Raymond
Alex Raymond, all'anagrafe Alexander Gillespie Raymond (New Rochelle, 2 ottobre 1909 – Westport, 6 settembre 1956), è stato un fumettista statunitense, principalmente noto per aver creato Flash Gordon nel 1934. Era prozìo degli attori Matt Dillon e Kevin Dillon.

## Biografia
Dopo aver frequentato la Grand Central School of Art, iniziò a collaborare con Russ Westover, per poi passare nel 1931 nello studio dei fratelli Young, autori di Cino e Franco. L'anno della svolta fu il 1933, quando il King Features Syndicate gli affidò tre serie a strisce contemporaneamente; così, nel 1934 uscirono Flash Gordon, Jungle Jim e Secret Agent X-9 (tutti in seguito oggetto di serial cinematografici), quest'ultima scritta per i primi episodi da Dashiell Hammett. Nel 1935 Raymond abbandonò Secret Agent X-9 e nel 1944 si arruolò nei marines, da cui venne congedato due anni più tardi dopo essersi guadagnato i gradi di maggiore.
Durante il periodo trascorso tra i marines le sue serie furono proseguite dai suoi assistenti e, tornato a casa, egli creò Rip Kirby, che lo fece entrare definitivamente tra gli autori più importanti di tutti i tempi grazie alle tematiche adulte trattate nelle storie e ad una nuova concezione dei protagonisti della serie stessa. 
Grande appassionato di automobili, il 6 settembre 1956 volle provare la nuova auto sportiva del collega Stan Drake e perse tragicamente la vita in un incidente stradale.

## Le sue creazioni

### Jungle Jim
Jungle Jim (presentato in lingua italiana anche come "Jim della giungla") è una guida turistica operante dapprima nella giungla africana successivamente in Asia, ma con l'hobby dell'investigazione. Al suo fianco il servo muto Kulu, esperto lanciatore di coltelli. Prima pubblicazione: 7 gennaio 1934.

### Flash Gordon
Flash Gordon è un avventuriero dello spazio alle prese con i malvagi piani criminosi del villain Ming lo spietato. Prima pubblicazione: 7 gennaio 1934.

### Agente segreto X-9
Agente segreto X-9 (in lingua originale Secret Agent X-9) è un agente dell'FBI circondato da un alone di mistero, lupo solitario, ma molto coraggioso. È un duro, combatte la malavita organizzata e non disdegna di infiltrarsi tra i criminali per raggiungere i suoi obiettivi. Prima pubblicazione: 22 gennaio 1934.

### Rip Kirby
Rip Kirby è forse il personaggio più autobiografico tra quelli creati da Raymond, infatti come lui è un ex-marine con la passione per la bella vita e l'hobby dell'investigazione. Occhialuto e accanito fumatore di pipa. Lo stile di disegno è più sobrio e meno barocco rispetto ai fumetti precedenti. Prima pubblicazione: 4 marzo 1946.